# Certificato internazionale di vaccinazione o profilassi

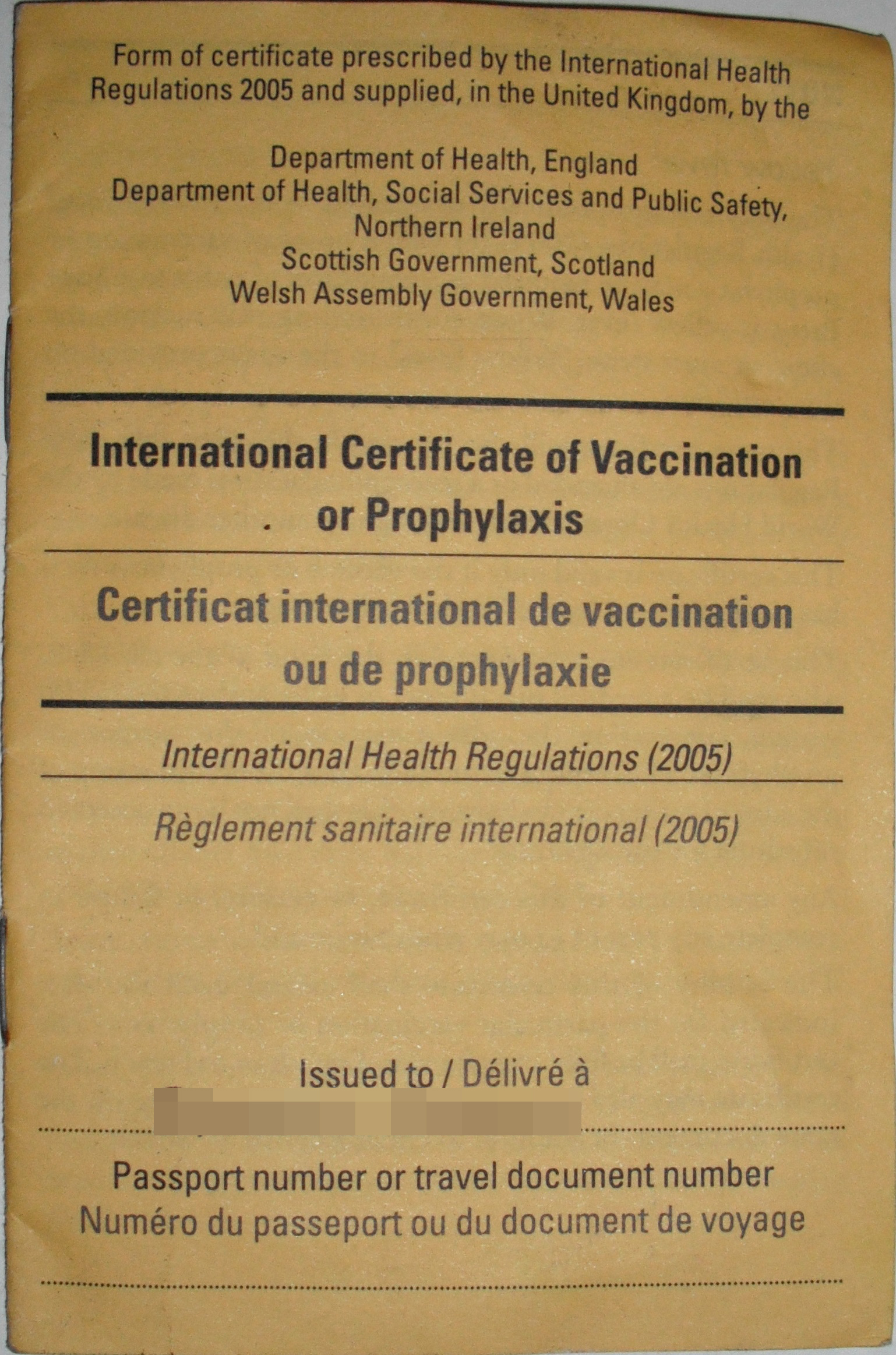
Un certificato internazionale di vaccinazione richiesto per dimostrare di essere stati vaccinati contro la febbre gialla

Certificato internazionale sovietico di vaccinazione o rivaccinazione contro la febbre gialla.

Il certificato internazionale di vaccinazione o profilassi, noto a livello internazionale anche come "Carta gialla" (in francese Carte jaune, in inglese Yellow card), è un certificato vaccinale multilingue rilasciato dalle autorità sanitarie nazionali o dall'Organizzazione mondiale della sanità per certificare l'avvenuta vaccinazione per talune malattie. Il certificato è riconosciuto a livello internazionale e può essere richiesto per l'ingresso in alcuni paesi in cui vi sono maggiori rischi per la salute dei viaggiatori, trattandosi di una specie di passaporto sanitario.
Il certificato del vaccino ha colonne da compilare con date, natura del vaccino, dose e firma del medico. 

## I contenuti

### Vaccinazioni
Attualmente, l'unica vaccinazione universalmente richiesta è quella per la febbre gialla. Nei paesi in cui non è richiesta per l'ingresso, potrebbe essere una buona idea farsi vaccinare se si viaggia in zone endemiche. Dopo l'immunizzazione primaria, sono necessari richiami a intervalli di dieci anni. Uno deve ricevere questa vaccinazione almeno dieci giorni prima del viaggio. Per alcuni paesi, il vaccino contro il colera può essere richiesto nonostante il fatto che l'Organizzazione mondiale della sanità non lo dichiari nei loro regolamenti. Per evitare di essere messo in quarantena o negato l'ingresso, controlla i requisiti di ingresso per il paese contattando l'ambasciata o il consolato, soprattutto se c'è un'epidemia di colera in corso. Poiché non è una vaccinazione universalmente richiesta, potrebbe essere necessario un certificato di colera separato o una dichiarazione firmata da un medico che affermi che il vaccino è controindicato per determinate condizioni di salute.
Il certificato internazionale di vaccinazione o rivaccinazione contro la febbre gialla (Certificat International de Vaccination ou de Revaccination Contre la Fièvre Jaune) si trova nelle prime due pagine (nella versione originale dell'OMS, terza e quarta pagina) all'interno del libretto. Il certificato richiede la data di vaccinazione, la firma e lo status professionale del vaccinatore (signature et titre du vaccinateur), il produttore e il numero di lotto del vaccino (fabricant du vaccin et numéro du lot) e il timbro ufficiale del centro di vaccinazione (cachet officiel du centre vaccination). Affinché il certificato sia valido, il centro di vaccinazione deve essere approvato dall'Organizzazione mondiale della sanità.
I cittadini dei paesi sviluppati hanno molto probabilmente ricevuto le loro dosi iniziali di vaccino contro tetano, difterite, pertosse, morbillo, parotite e rosolia e polio. Per queste vaccinazioni aggiuntive c'è un'altra pagina che si trova sotto le informazioni del viaggiatore. Le informazioni richieste per queste vaccinazioni includono la data della vaccinazione, il vaccino/farmaco profilattico (vaccin/médicament profilacticque), il dosaggio e la firma del medico (signature du médicin). Immediatamente sotto questa tabella c'è un modulo per le controindicazioni mediche alle vaccinazioni (contre-indictation médicale à la vaccination). Questo modulo deve includere il motivo per cui la persona ha controindicazioni ad un particolare vaccino.

### Storia sanitaria personale
La parte centrale del libretto è costituito da una sezione molto importante sulla salute del viaggiatore. Sebbene non sia obbligatorio compilarla, in caso di emergenza, può essere utile per il medico che curerà il viaggiatore. Le informazioni in questo capitolo includono:
- Nome e sesso del viaggiatore
- Data di nascita
- Nome, indirizzo e numero di telefono della persona da avvisare in caso di emergenza (nom, adresse et numéro de télephone de la personne à avertir en cas d'urgence)
- Gruppo sanguigno e fenotipo Rh (groupe sanguine et type Rh)
- Nome e indirizzo del medico (nom et addresse du médecin)
- Stato di salute, cure mediche o sensibilità note (état de santé, traitments médicaux ou sensibilités connues)

Per le persone che hanno reazioni allergiche a cose come uova e lattice, è molto importante compilare l'ultima sezione.

### Farmaci assunti regolarmente
Per coloro che assumono regolarmente farmaci come l'insulina e la digitale, può essere compilata la sezione dei farmaci assunti regolarmente (médicaments pris régulièrement) per portare tali farmaci all'estero. Ci sono cinque sezioni nella tabella:
- problemi di salute (problème de santé)
- nomi generici e commerciali dei farmaci (noms génériques et commerciaux du médicament)
- dosaggio del farmaco
- osservazioni del medico (remarques du médecin)
- firma del medico (signature du médecin)

### Informazioni oftalmologiche
Le persone che portano gli occhiali dovrebbero far compilare dal loro oculista la sezione per gli occhiali da vista nel caso in cui si verificassero danni. Proprio come nelle normali prescrizioni oculari, dovrebbero esserci informazioni su ciascun occhio (occhio destro/oculaire droit, occhio sinistro/oculaire gauche) insieme a informazioni su sfera (sphère), cilindro (cylindre), asse (axe), prisma (prisme) e base. Eventuali commenti e aggiunte a questa prescrizione dovrebbero essere annotati, così come le informazioni sull'astigmatismo (notazione asse standard/selon schéma).